# Juillet 1791

## Événements

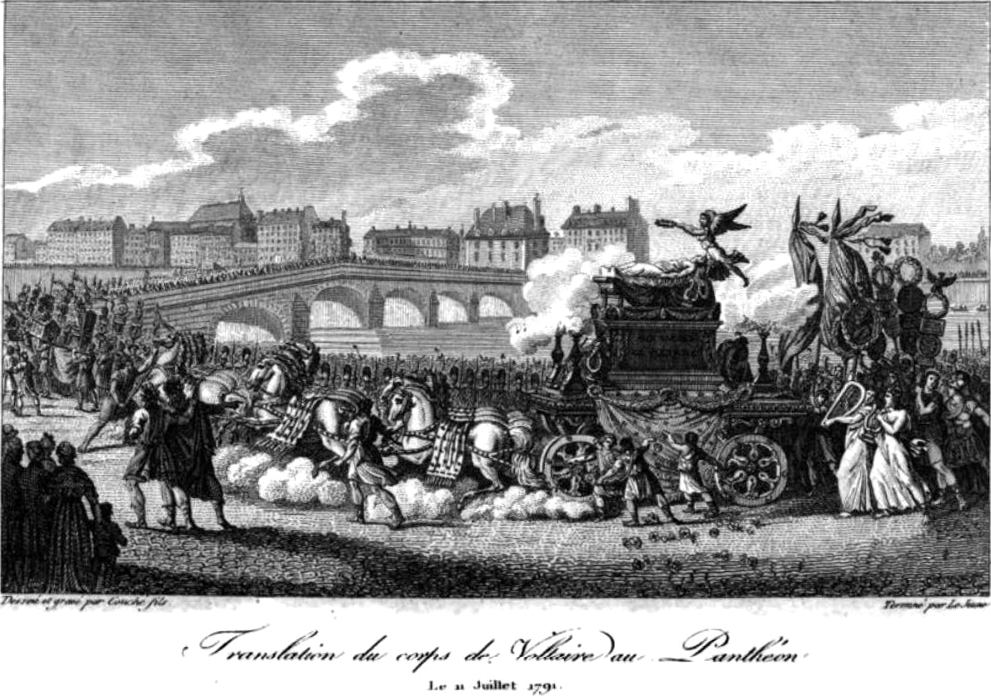
Voltaire au Panthéon.

- Les Gurkhas du Népal tentent d’annexer le Tibet une deuxième fois, après le refus du gouvernement du dalaï-lama de payer les indemnités de guerre. En octobre, ils pillent le monastère de Tashilhunpo à Shigatse. Un corps expéditionnaire chinois les écrase en mai 1792, occupe brièvement le Népal et les oblige à devenir tributaire de la Chine (septembre 1792)[1]. Les Népalais cherchent la protection des Britanniques avec lesquels ils signent, en 1791, des traités commerciaux.

- 2 juillet : les Cherokees acceptent de se mettre sous la protection exclusive des États-Unis au traité de Holston[2].

- 11 juillet, France : treize ans après sa mort, la dépouille de Voltaire est transférée au Panthéon.

- 14 - 17 juillet : émeutes de Birmingham[3].

- 16 juillet, France : fondation du Club des Feuillants.

- 17 juillet, France : fusillade du Champ-de-Mars, qui marque la rupture entre la Constituante (La Fayette, Bailly) et les Sans-Culottes.

- 21 et 29 juillet, France : l’Assemblée permet aux sourds de bénéficier des Droits de l'homme.

- 30 juillet, France :
  - à l'initiative du député Armand-Gaston Camus, l’Assemblée constituante vote la suppression des titres de noblesse;
  - un décret déchoit de leur nationalité les Français affiliés à un ordre de chevalerie installé à l’étranger.

## Naissances
- 10 juillet : Wolfred Nelson, futur maire de Montréal.
- 13 juillet : Allan Cunningham († 1839), botaniste et explorateur anglais.
- 27 juillet : Jean-Nicolas Gannal (mort en 1852), chimiste français, père fondateur de l'embaumement moderne et de la thanatopraxie.

## Décès
- 12 juillet : mort du dey d'Alger, Mohamed ben Othmane, qui règne depuis 1766.
- 14 juillet : Joseph Gärtner (né en 1732), botaniste allemand.